# Erica Cabbe
Erica Karin Dagmar Cabbe, under en tid Blomqvist, född 27 september 1918 i Nässjö, Jönköpings län, död 16 mars 2004 i Gränna, var en svensk målare. 
Erica Cabbe var dotter till fabrikören Alfred Cabbe och Hilma Johannesson samt sondotter till P J Andersson som grundade Nässjö Stolfabrik.  Hon studerade vid Otte Skölds målarskola i Stockholm 1946. Samma år hade hon separatutställning i Gränna och året efter i Nässjö. I studiesyfte företog hon resor till Italien och Sicilien 1949.
Erica Cabbe målade impressionistiska landskap, stilleben och inte minst blomstermotiv. Hon gjorde även ett porträtt av Malte Liewen Stierngranat. Bland hennes senare utställningar kan nämnas på Hallska gården i Gränna i mitten av 1990-talet, Nässjö kulturhus 2003 och på Gränna museum samma år. Erica Cabbe finns representerad i olika kommuner och landsting. Hon var medlem i Konstnärernas Riksorganisation (KRO).
Erica Cabbe var 1938–1988 gift med plantskoleägaren Alvar Blomqvist (1909–1999). En dotter till paret är konstnären Lena Blomqvist. Erica Cabbe är begravd på Gränna kyrkogård.